# 63 Pułk Artylerii Przeciwpancernej

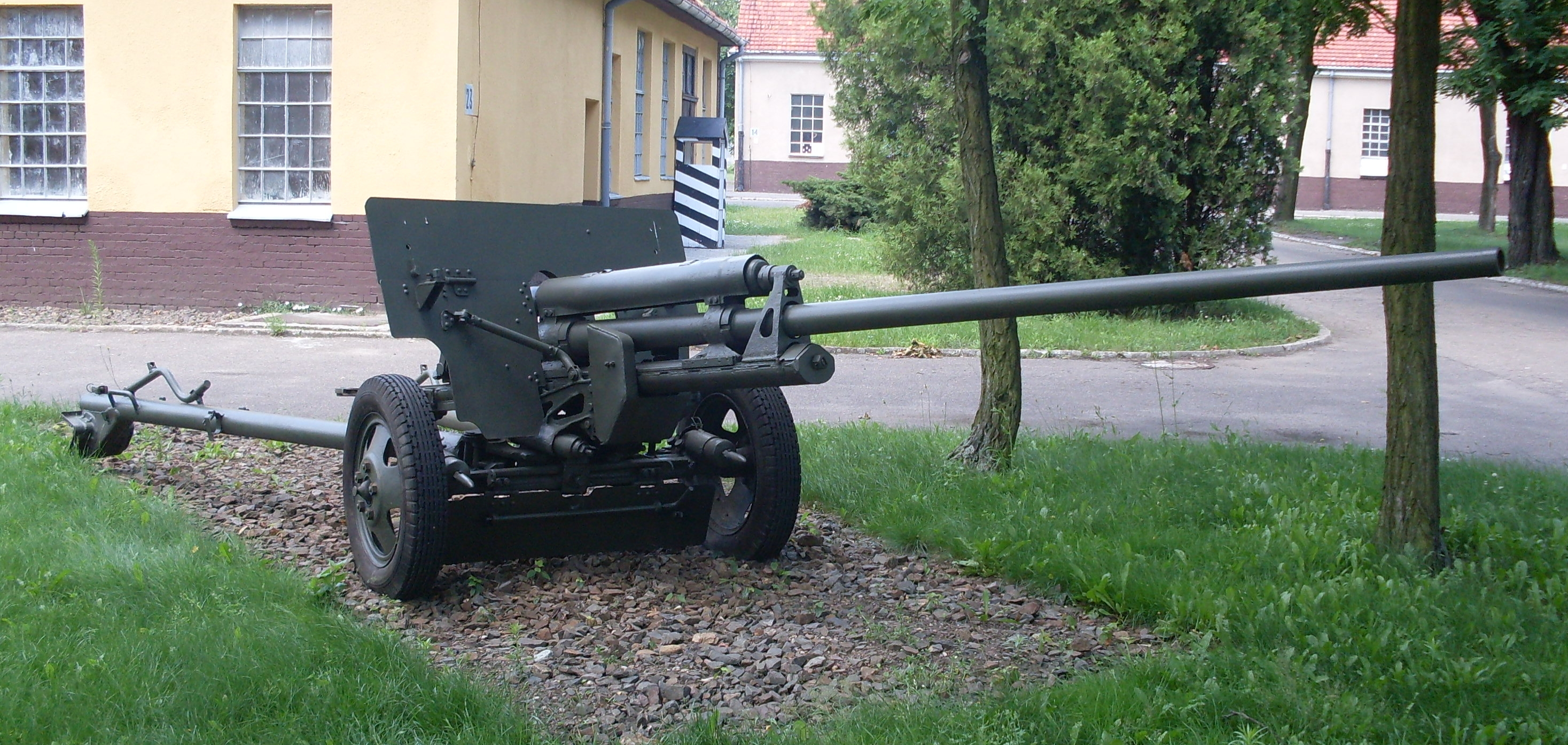
Armata przeciwpancerna wz. 1943 ZIS-2

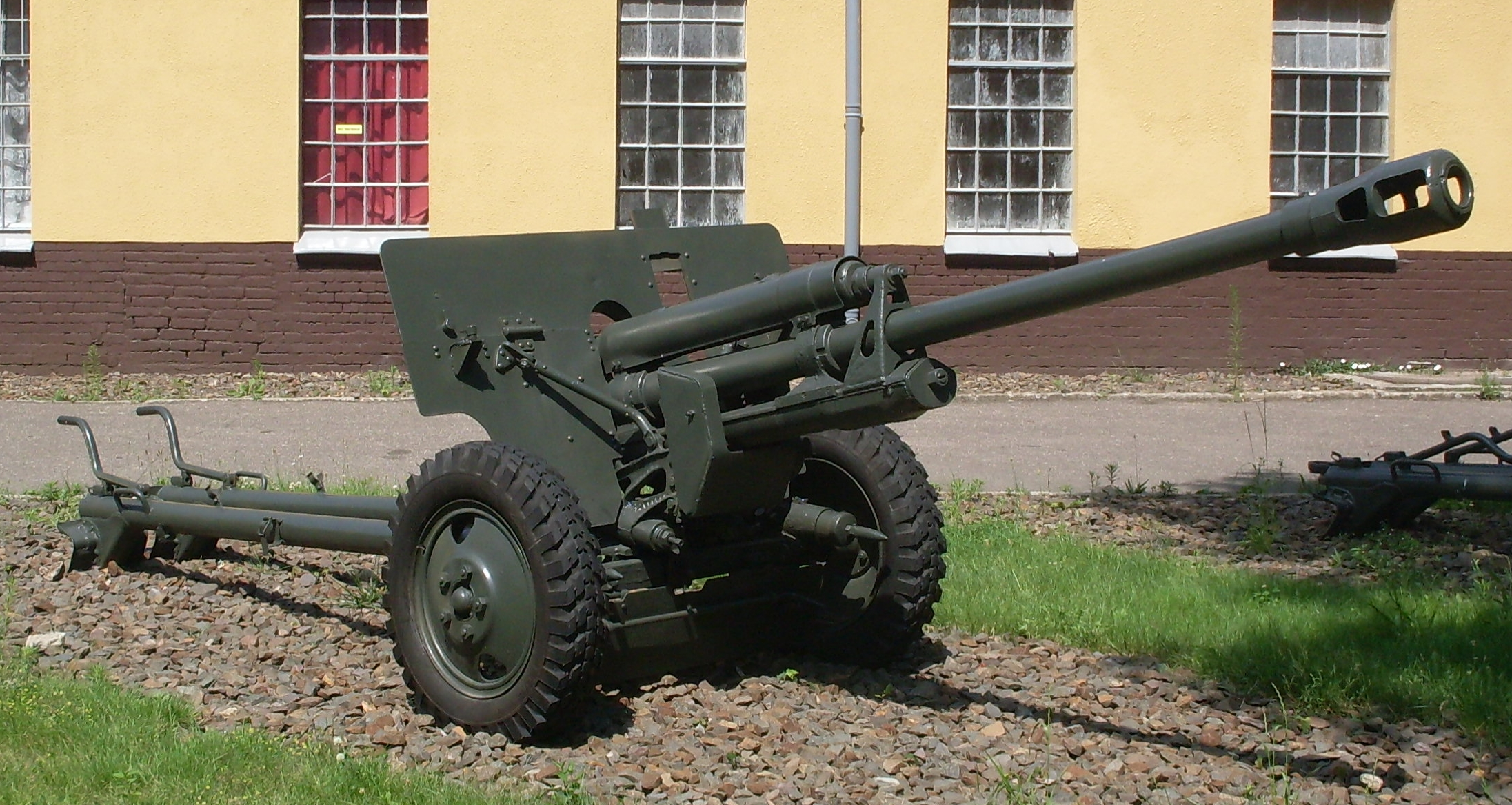
Armata dywizyjna wz. 1942 ZIS-3

63 pułk artylerii przeciwpancernej – pułk artylerii polskiej ludowego Wojska Polskiego.

## Formowanie i zmiany organizacyjne
Sformowany w rejonie Krasnego na podstawie rozkazu Naczelnego Dowództwa Wojska Polskiego nr 8 z 20 sierpnia 1944. Przysięgę żołnierze pułku złożyli w październiku 1944 w Józefowie.

## Dowódcy pułku
- mjr Kolentiew – do 28 lutego 1945 (?)
- ppłk Jan Sawicki – od 7.09.1944 do końca wojny[1]

## Działania bojowe
Pułk wchodził w skład 14 Brygady Artylerii Przeciwpancernej z 2 Armii WP.
Uczestniczył w walkach o Nesky. Największe straty poniósł pod Leipgen i Niedergurig.
W operacji praskiej działał w ramach odwodu przeciwpancernego armii.
Szlak bojowy pułk zakończył 10 maja 1945 na terenie Czechosłowacji pod Litomericami.
|  |  |  |

|  |  |